# Rosa Pohjolainen
Rosa Pohjolainen (* 20. Juli 2003 in Hyvinkää) ist eine finnische Skirennläuferin mit den Spezialdisziplinen Slalom und Riesenslalom.

## Biografie
Pohjolainen debütierte bereits im Alter von 16 Jahren im Weltcup, indem sie bei ihrem Heimrennen in Levi an den Start ging. Im weiteren Saisonverlauf konnte sie sechs FIS-Rennen für sich entscheiden und gewann bei den Olympischen Winter-Jugendspielen 2020 in Lausanne die Silbermedaille im Riesenslalom und im Teamevent gemeinsam mit Jaakko Tapanainen die Goldmedaille. Im November 2020 konnte sie sich beim Slalom von Levi zum ersten Mal für einen zweiten Lauf eines Weltcuprennens qualifizieren, bei dem sie als 27. auch gleich Weltcuppunkte holte. In der Saison 2021/22 errang sie erstmals einen Podestplatz im Europacup und nahm an den Olympischen Winterspielen 2022 in Peking teil, wo sie jedoch im ersten Slalom-Durchgang ausschied.
Ihr bisher bestes Weltcupergebnis erzielte Pohjolainen am 11. Januar 2022, als sie beim Slalom von Schladming den 14. Platz belegte. Im April 2022 stürzte sie bei einem der letzten Trainings der Saisons und zog sich dabei einen Kreuzbandriss zu, wodurch sie die komplette Saison 2022/23 verpasste.
Bei den Juniorenweltmeisterschaften 2024 im französischen Département Haute-Savoie gewann sie überraschend die Bronzemedaille in der Abfahrt. Neben der Tatsache, dass sie sich in ihrer Comebacksaison befand, hatte seit den Juniorenweltmeisterschaften 2020 kein Abfahrtsrennen mehr bestritten.
Zum Abschluss der Saison 2023/24 wurde Pohjolainen erstmals Finnische Meisterin. Sie gewann die Titel im Super-G und im Slalom sowie den Vizemeistertitel im Riesenslalom, hinter Erika Pykäläinen.

## Erfolge

### Weltcup
- 1 Platzierung unter den besten 20

### Weltcupwertungen
| Saison  | Gesamt | Gesamt | Slalom | Slalom |
| Saison  | Platz  | Punkte | Platz  | Punkte |
| ------- | ------ | ------ | ------ | ------ |
| 2020/21 | 119.   | 4      | 52.    | 4      |
| 2021/22 | 100.   | 25     | 36.    | 25     |

### Europacup
- 1 Podestplatz

### Olympische Jugend-Winterspiele
- Lausanne 2020: 1. Team, 2. Riesenslalom, 7. Slalom, 9. Alpine Kombination, 24. Super-G

### Juniorenweltmeisterschaften
- Narvik 2020: 8. Alpine Kombination, 11. Abfahrt, 18. Riesentorlauf, 24. Super-G
- Panorama 2022: 5. Team, 6. Alpine Kombination, 29. Super-G
- Haute-Savoie 2024: 3. Abfahrt, 11. Alpine Team Kombination, 21. Riesenslalom, 22. Super-G, DNF Slalom

### Europäisches Olympisches Winter-Jugendfestival
- Vuokatti 2021: 1. Slalom

### Weitere Erfolge
- Finnische Meisterin im Super-G (2024)
- Finnische Meisterin im Slalom (2024)
- Finnische Vizemeisterin im Riesenslalom (2024)
- 9 Siege in FIS-Rennen